# Checking In (American Horror Story)
"Checking In" é o primeiro episódio da quinta temporada da série de televisão de antologia American Horror Story. Foi ao ar em 7 de Outubro de 2015 através do canal americano FX. O episódio foi co-escrito pelos criadores Ryan Murphy e Brad Falchuk e dirigido por Murphy.

## Enredo
Duas garotas suecas, Vendela e Agnetha (Helena Mattsson), chegam no Hotel Cortez. Eles são atendidas na recepção por Iris (Kathy Bates), que os leva para o seu quarto. Enquanto estavam lá, uma das meninas pede gelo e durante a caminhada para a máquina, ela observa uma empregada (Mare Winningham) limpando lençóis sujos de sangue e duas crianças de pé nos corredores. De volta ao quarto, ambos reclamar de um mau cheiro e rapidamente percebe que ele está vindo do colchão. Depois que cortá-lo, um humanóide sangrenta aparece e as ataca. Enquanto espera pela chegada da polícia, Iris as hospeda no quarto 64, onde elas adormecem. Depois de ouvir barulhos estranhos vindos do banheiro, ela entra só para encontrar crianças fantasmagóricas bebendo sangue de sua amiga.
O detetive de homicídios John Lowe (Wes Bentley) está de luto pelo desaparecimento de seu filho Holden (Lennon Henry), que foi sequestrado no carrossel no parque de diversões cinco anos antes e, desde então, seu relacionamento com sua esposa Alex (Chloë Sevigny) está falho. Na cena do crime, ele recebe um telefonema anônimo guiando-o para o quarto 64, no Hotel Cortez. Enquanto isso, no hotel, o viciado em heroína Gabriel (Max Greenfield) é hospedado no quarto 64 e é agarrado pelo Demônio do Vício que o estupra violentamente com um vibrador de perfuração cônico. Quando ele está à beira de desmaiar, Sally (Sarah Paulson) aparece e pede-lhe para lhe dizer que ele a ama. Na recepção, John é atendido por Liz Taylor (Denis O'Hare), um garçom transvestido que o leva para o quarto 64, onde John adormece. Sob sua cama, Gabriel consciente acorda com um suspiro. Exatamente às 2:25 ele tem uma estranha visão de uma criança, que ele acredita ser seu filho perdido há muito tempo, Holden, que ele acorda e procura.
Mais tarde, Elizabeth (Lady Gaga), sugadora de sangue, proprietária do hotel, obcecada por moda e Donovan (Matt Bomer), o filho de Iris, se aproximar de um casal que eles levam ao Cortez e se envolvem em um sexo grupal. Depois, A Condessa e Donovan cortam as gargantas do casal e saboreiam seu sangue. As garotas suecas são mantidas como reféns em gaiolas por Iris, que chega e prepara uma bebida desagradável para purificar seu sangue. No entanto, ela é interrompida por Sally, que liberta uma das meninas para seu próprio entretenimento. Enquanto a menina corre para a porta da frente, A Condessa aparece e corta sua garganta com a lâmina de sua unha e diz a Iris que isso não pode acontecer novamente.
Cinco anos antes, em um parque de diversões em Santa Monica, John, Alex, e seus filhos Scarlet e Holden estão brincando. Enquanto Holden está passeando, John é distraído por um telefonema e se afasta. Ele percebe que o cavalo de seu filho no carrossel está vago e grita o seu nome. No presente, Will Drake (Cheyenne Jackson), o novo proprietário, chega ao Cortez com seu filho Lachlan (Lyric Lennon), e lhes é dada um passeio pela agente imobiliária Marcy (Christine Estabrook). Durante a visualização da cobertura, eles interrompem Donovan que está dormindo e são apresentados para Elizabeth, que compartilha interesses com Will. Depois de vasculhar seus discos, Lachlan é levado para um passeio em torno de uma sala de jogos escondida onde ele é apresentado a um Holden não envelhecido.
Em 1994, Iris observa de seu carro enquanto ela persegue Sally e Donovan, que fizeram o check-in no Hotel Cortez. Ela entra no hotel para pedir Liz Taylor, o funcionário da recepção anterior, sobre a localização de Donovan e Sally e é levada para o quarto 64. No interior, Sally pressiona Donovan para tomar heroína e usar drogas. Quando Iris entra ela briga com Sally antes de tentar ajudar Donovan. Sally sai e caminha pelo corredor, desorientada, e pára no final do corredor onde ela olha para fora de uma janela alta. Iris aparece e com raiva empurra Sally para fora da janela para a morte. De volta ao quarto, Iris encontra Elizabeth admirando Donovan e pergunta quem ela é. No presente, Alex e John concorda com uma separação. Ele arruma suas malas e se muda para o Hotel Cortez, onde se hospeda no quarto 64, mais uma vez.

## Repercussão

### Audiência
"Checking In" obteve uma quota de 3,0 na faixa demográfica 18–49 e foi assistido por 5,81 milhões de espectadores, levando a noite na TV a cabo, cerca de 5% de queda a partir do ano passado na estreia de American Horror Story: Freak Show. Ele também superou as classificações sociais, conduzindo 878.000 tweets vistos por mais de 5,4 milhões de pessoas. o episódio em média uma classificação de 3.0 na faixa democrática adulta 18-49 anos, o mais procurado pelos anunciantes, e em segundo lugar entre todas as séries do horário nobre foi ao ar na quarta-feira, atrás apenas do drama da Fox  Empire. Após a fatoração de visualização tardia, o episódio subiu para 9,1 milhões, com 6,13 milhões na faixa demográfica 18-49, linear, enquanto combinados, não-linear e encore, ele obteve 12,17 milhões de espectadores através do dia 11 de Outubro.

### Recepção cítica
O episódio recebeu críticas mistas dos críticos. Âmbar Dowling de TheWrap deu uma revisão positiva, dizendo "É uma brincadeira visual, visceral sobre o que está sendo criado para ser uma outra incursão ao acaso no mundo do horror, como imaginado por Murphy e seu homólogo escrito Brad Falchuk. O show raramente fez sentido em termos de história, e este não é excepção." Escrevendo para a Variety, Brian Lowry elogiou o personagem de Gaga como "gloriosamente fotografada" e também sentiu que o show foi "extraordinariamente bem-cronometrado". Emily L. Stephens da The A.V. Club e Jeff Jensen da Entertainment Weekly ambos deram a nota B-. Stephens elogiou a primeira aparição de Gaga como "espertamente explorada e diabolicamente eficaz", enquanto Jensen descreveu-a como "mais potente símbolo do programa para todos os seus temas sobre o nosso Bad Romance com a fama, fortuna, sexo, sexo e mais sexo, materialismo e do consumismo, a negação da morte e a falta corruptos para a imortalidade cultural." Neela Debnath da Daily Express disse "No geral "Checking In" é uma introdução sexy e assustadora ao Hotel. Mal podemos esperar para explorar os outros quartos - especialmente o número 33...". Ryan Sandoval da TV.com disse "Com um toque perito, "Checking In" funcionou muito parecido com um conto de bicho-papão, se o bicho-papão está em um hotel gigante cheio de bicho-papões menores que todos têm o mesmo objetivo do papão. Ou há apenas um vazamento de gás no edifício. O que estou dizendo é que eu gosto muito deste show".
Por outro lado, Dan Fienberg da The Hollywood Reporter deu uma crítica negativa, escrevendo "Se parcela do ano passado, Freak Show, era muito frustrante literal em termos de pontos da trama e suas aberrações-como-todos-de-fora metáfora para alguns espectadores, Hotel será um retorno bem-vindo para contar histórias oblíquas, freudianas malucas de cavaco psicótico e tons de dependência". Mike Hale da The New York Times se queixou de que "sofre com a ausência de Jessica Lange". Matt Fowler da IGN deu um classificação de 5,9 de 10, criticando o episódio como "medíocre" e concluindo que "todo o peso e significado se foi".